# Садовник, Николай Арсентьевич
Николай Арсентьевич Садовник (24 декабря 1907  [6 января 1908], Кривой Рог, Херсонская губерния — 6 июня 1983, Москва) — советский деятель государственной безопасности, полковник государственной безопасности.

## Биография
Родился 24 декабря 1907 года (6 января 1908) в посёлке станции Карнаватка (ныне в составе города Кривой Рог).
В 1928 году окончил Криворожский вечерний рабочий техникум. Член ВКП(б) с декабря 1931 года.
С 1925 года — на хозяйственной, общественной и политической работе. В 1925—1968 годах — слесарь рудника имени Ф. Э. Дзержинского, рабочий службы пути, слесарь рудника имени Артёма, уполномоченный ряда райотделов ОГПУ в Средней Азии, начальник ряда отделений НКВД Таджикской ССР, начальник УНКВД, УНКГБ, вновь УНКВД Сталинабадской области.
С марта 1943 по 23 июля 1952 года — начальник УНКВД-УМВД Ворошиловградской области.
Затем начальник в/ч 41013, начальник в/ч 62902, начальник в/ч 14173 и 32172, директор санатория ЦК КПСС.
Умер 6 июня 1983 года в Москве.

## Награды
- орден Ленина (11.09.1956)[2];
- трижды орден Красного Знамени (10.04.1945, 30.01.1951);
- дважды орден Трудового Красного Знамени (23.01.1948, 05.11.1954);
- дважды орден Красной Звезды (02.11.1944, 10.12.1945);
- орден «Знак Почёта» (26.04.1940);
- 11 медалей;
- знак «Заслуженный работник НКВД» (18.02.1946).